# Akebia quinata
Акебія п'ятірна (Akebia quinata) — вид дводольних рослин, що входить до роду Акебія (Akebia) родини Лардізабалові (Lardizabalaceae).

## Поширення та екологія
У природі ареал виду охоплює Китай, Японію та Корею. Натуралізувалося в Австралії, Північній Америці (з 1845 року) та Європі. Розводиться по Чорноморському узбережжю Кавказу — в Сочі, Сухумі, Батумі ; у Криму у Нікітському ботанічному саду (з 1879 року), де цвіте, але не плодоносить.

## Ботанічний опис
Кущ, що в'ється, висотою більше 3 м з опадаючим листям. Однорічні гілки тонкобороздчасті, гладкі, блискучі, тьмяно-фіолетово-пурпурові.
Бруньки з багатьма черепичасто розташованими лусочками, голі, жовто-коричневі. Листя довгочерешчасте, пальчастоскладне; листочки на черешках у числі 3-5, щільні, шкірясті, голі, довжиною 2-5 см, шириною 1,5-3 см, на верхівці виїмчасті, зверху темно-зелені, знизу значно світліше. Загальний черешок довжиною 6-10 см.
Суцвіття — кисть, що несе ближче до основи 2-3 маточкових квітки, а вище 4-9 тичинкових. Квітки однодомні, на тонких квітконіжках, запашні; маточкові діаметром 2,5-3 см, пурпурно-коричневі; тичинкові набагато дрібніші, рожево-коричневі. Листочків оцвітини 3; у тичинкових квітках 6 вільних тичинок з майже сидячими пильовиками і 2-6 рудиментарних маточок; маточкові квітки з 3-12 маточками і 3-9 рудиментарними тичинками.
Плоди довжиною 6-8 см, яйцевидно-довгасті, м'ясисті, пурпурно-фіолетові, з восковим нальотом, що розкриваються по черевному шву. Насіння численне, чорне, розташоване в кілька рядів, занурене в м'якоть плода.
Цвітіння у травні. Плодоношення у вересні — жовтні.
|                                 |  |  |  |
| Листя, квіти, плоди та насіння. |  |  |  |